# Scooby-Doo! Uma Noite nas Arábias
Scooby-Doo! Uma Noite nas Arábias (Scooby-Doo! in Arabian Nights), também conhecido como Noite nas Arábias é um filme feito para a televisão, produzido por Hanna-Barbera, e transmitido no dia 3 de setembro de 1994. É uma adaptação e inspiração do livro As Mil e Uma Noites e apresenta participações de Scooby-Doo e Salsicha Rogers, em segmentos envolventes.
O filme é dedicado a dois contos, um apresentando por Zé Colméia e Catatau, e o outro por Magilla Gorilla. É animado com cores brilhantes, com designs de personagens estilizados e um estilo mais plano em comparação com os filmes de televisão anteriores, e a trilha sonora foi composta pelo compositor veterano de animação Steven Bernstein, mostrando forte influência da Warner Bros. Animação e desenhos animados de Steven Spielberg, Tiny Toon Adventures e Animaniacs .
O filme marca as últimas participações de atores famosos que participaram das outras produções da Hanna - Barbera, Don Messick dublou Scooby e Catatau (embora ele dublaria Scooby mais uma vez no videogame Scooby-Doo Mystery ), Casey Kasem dublou Salsicha até 2002 e  Allan Melvin dublou Magilla Gorilla (assim como seu último papel no cinema).

## Enredo

### Prólogo
Scooby-Doo e Salsicha estão montados em um tapete mágico e chegam à Arábia, para se tornarem provadores da comida real para o jovem califa. Depois de comerem tudo, percebem que o trabalho não era para verem se estava boa, mas para verem se estava envenenada. Mas como não estava envenenada e não deixaram nada, califa e o chef real ficam furiosos e califa ordena que seus guardas os matem. Salsicha e Scooby-Doo encontram um lugar para se esconderem e Salsicha se disfarça de garota de harém. O califa, aparece para procurar por uma noiva, se apaixonando pelo Salsicha e decide que eles se casarão. Na esperança de fazer o califa adormecer para que ele e Scooby possam escapar, Salsicha conta duas histórias clássicas.

### Aliyah-Din e a lâmpada mágica
A primeira das duas histórias envolve uma versão de troca de gênero do conto Aladdin, com as participações de Zé Colméia e Catatau.
O sultão está preocupado e deprimido, porque seu filho o príncipe ainda não escolheu uma noiva para se casar e rejeitou quase todas as princesas. O sultão expressa sua preocupação ao vizir Haman e com sua saúde debilitada, o sultão continua pressionando seu filho. O sultão relembra da época em que quando o príncipe era jovem, ele estava comprometido com uma princesa de um reino vizinho; mas em um dia fatídico, a princesa desapareceu misteriosamente, deixando o reino sem herdeiro e o príncipe com o coração partido. Eventualmente, o sultão decreta que todas as mulheres elegíveis cheguem no dia seguinte para que seu filho possa finalmente escolher uma esposa para garantir um herdeiro ao trono. No entanto, o príncipe percebe uma jovem perto de um rio lavando roupas e imediatamente se apaixona por ela; mas a jovem fica assustada quando o vê e logo foge. O príncipe tenta impedi-la, mas apenas encontra um lenço que ela deixou para trás e decide ir à cidade para encontrá-la.
Enquanto isso, Haman busca orientação de uma joia mágica conhecida como o Deus do Amuleto, que o ajudou há muito tempo atrás a sequestrar a princesa quando ela era um bebê, pois fazia parte de seu plano debilitar a saúde do sultão e ganhar o controle do reino. O Deus do Amuleto furiosamente conta a ele sobre uma lâmpada mágica que realiza três desejos e está escondida em uma caverna mas só é revelada uma vez a cada três anos durante a lua cheia, também revela que apenas uma pessoa de coração puro pode entrar. O Deus do Amuleto revela que uma jovem chamada Aliyah-Din é a única pessoa capaz de entrar na caverna (e que também é revelada ser a mesma mulher por quem o príncipe se apaixonou) antes ordena Haman a nunca buscar sua ajuda novamente. Haman então vai até a cidade e logo encontra Aliyah-Din, mentindo que só ela é capaz de entrar na caverna para recuperar a lâmpada e curar a doença do sultão.
Mais tarde, o príncipe ainda está procurando por Aliyah-Din, mas atrai muita atenção das mulheres que procuram se casar com ele no dia seguinte, fazendo com que o príncipe descubra os planos de seu pai. Ele está indignado com o fato de seu pai querer que ele se case com mulheres desconhecidas. Enquanto isso, Aliyah-Din está atrasada para se encontrar com Haman, mas em seu caminho, ela descobre a notícia de que o príncipe escolherá uma noiva; no entanto, uma mulher próxima diz a ela para não ter esperanças, pois ela acredita que Aliyah-Din não tem chance de ganhar o amor e o afeto do príncipe. Ela e o príncipe logo se encontram, e ambos se apaixonam. No entanto, lembrando-se de seus deveres de ajudar a recuperar a lâmpada, Aliyah-Din é forçada a deixar o príncipe, embora ele tente impedi-la mas a perde de vista.
À noite, Aliyah-Din se encontra com Haman, onde eles testemunham a abertura da caverna. Haman instrui Aliyah-Din a tocar apenas na lâmpada e em nada mais enquanto estiver dentro da caverna. Aliyah-Din entra em uma sala e encontra a lâmpada perto de uma fonte, mas antes de sair ela colhe uma flor sem saber que é um pedaço do tesouro e de repente, a caverna começou a desmoronar e logo se fecha, deixando ela e a lâmpada presas dentro para a raiva de Haman. Aliyah-Din está chateada, porque ela não tem como sair da caverna e que o príncipe acabará escolhendo uma noiva. Ela então percebe que a lâmpada tem uma escrita que diz "Esfregue-me"; ela o esfrega enquanto instrui, o que libera Zé Colméia, um gênio totalmente poderoso e seu ajudante Catatau, um gênio em treinamento, que revela a Aliyah-Din que ela é sua nova mestra e que eles podem conceder seus três desejos.
Enquanto isso no palácio, Haman cria uma poção especial para usar no Sultão que o fará cair em um sono profundo. Ele vai para os aposentos do Sultão onde a poção faz efeito imediato e ele adormece; logo depois o príncipe chega para falar com seu pai. O príncipe aparece e pede desculpas por não ter escolhido uma noiva e por querer colocar a felicidade de seu pai antes da própria, revela que vai escolher uma noiva e se casar com ela amanhã, apesar de ainda estar chateado por não ter achado Aliyah-Din. No entanto, o príncipe percebe a condição de seu pai e Haman rapidamente o coloca sob o mesmo feitiço. Haman então leva o príncipe inconsciente para as masmorras, onde o acorrenta a uma parede e assume a aparência do príncipe.
Aliyah-Din vai aceitar a mão do príncipe em casamento sem saber que é Haman. Ele se revela, pega a lâmpada (tornando-se assim o novo mestre de Zé e Catatau) e joga Aliyah-Din na masmorra junto com o príncipe que continuava inconsciente. Haman usa seus 2 primeiros desejos para se tornar sultão e governante de todo o universo. Mas Aliyah-Din escapa da masmorra e remove a lâmpada das mãos de Haman, deixando-o sem um terceiro desejo. Ela finalmente consegue refazer três desejos e usa seu primeiro desejo para fazer tudo voltar ao normal.
Com tudo restaurado, o príncipe recupera a consciência e ordena aos guardas a prenderem Haman. Logo, o príncipe se reúne com Aliyah-Din e devolve seu lenço, depois a pede em casamento mas Aliyah-Din acredita que ele não a ama verdadeiramente devido a um desejo que fez para faze-lo se apaixonar, mas o príncipe revela que a ama desde a primeira vez que a viu. Aliyah-Din esta encantada e o príncipe assegura que ambos podem ficar juntos. Então o Sultão aparece e o príncipe introduz Aliyah-Din e seu desejo de casa-la. No entanto, o Sultão não pode abençoar o casamento, como ele revela para o seu filho que ele só pode se casar com uma princesa, ao ouvir essas palavras Aliyah-Din esfrega a lâmpada e Zé aparece. Ela pede para se tornar uma princesa de novo, mas apesar do desejo, o Sultão não pode permitir que Aliyah-Din e o príncipe se casem.  
Com tristeza, o príncipe pede desculpas a Aliyah-Din. No entanto, quando o sultão ouve o nome dela, ele percebe que Aliyah-Din é a mesma princesa desaparecida que estava comprometida com o príncipe. Entusiasmado, o sultão permite que eles se casem. Aliyah-Din então pede a Zé seu último desejo de ser um grande casamento, que ele concede de bom grado. O príncipe e Aliyah-Din comemoram seu noivado e se beijam pela primeira vez, enquanto Catatau finalmente se torna um gênio e concede a Zé seu desejo pessoal: uma cesta de piquenique.

### Interludeo
Califa ficou tão impressionado com a história e rapidamente começa a fazer planos para o casamento fazendo com que o Costureiro Real escolhesse um vestido. Scooby-Doo teve que se passar por assistente do Costureiro Real para medir um vestido. Depois disso, Salsicha começa a próxima história.

### Sinbad, o Marujo
O segundo e último conto é sobre Sinbad the Sailor (interpretado por Magilla Gorilla), em que ele confunde um navio pirata com um navio de cruzeiro, onde ele participa de uma viagem cômica a caça a tesouro com um capitão estressado e ganancioso, sendo este último uma piada em execução ao longo da história.

### Final
Antes que Salsicha e Scooby conseguissem escapar, o califa decide começar a cerimônia imediatamente. Quando o bolo de casamento chega, Salsicha sai correndo e seu disfarce é descoberto pelo Chef real. No entanto, o califa revela que desde que gostou de ouvir as histórias e estava distraído de sua fome, ele decidiu nomear Salsicha e Scooby como contadores de histórias reais que a dupla aceita alegremente, além de manter seu trabalho de provadores da comida real. O filme termina com Salsicha, Scooby-Doo, o califa e o chef real comendo o grande bolo.

## Dubladores
- Casey Kasem - Shaggy Rogers
- Don Messick - Scooby-Doo
- Eddie Deezen - califa
- Greg Burson - Royal Chef
- Charlie Adler - Guarda Real nº 1
- Brian Cummings - Motorista de tapete voador, Guarda Real # 2
- Nick Jameson - trabalhador de cozinha, trabalhador de vestuário

### Dubladores em Aliyah-Din
- Greg Burson - urso iogue como o gênio
- Don Messick - Boo-Boo Bear como o Genie-In-Training
- Jennifer Hale - Aliyah-Din
- John Kassir - Haman
- Rob Paulsen - Prince
- Brian Cummings - Sultan
- Paul Eiding - Escriba
- Tony Jay - Senhor do Amuleto
- Kath Soucie - Princesa, Mulher da Cidade

### Dubladores em Sinbad, o Marinheiro
- Allan Melvin - Magilla Gorilla como Sinbad
- Charlie Adler - Capitão Pirata
- Maurice LaMarche - M. Cyclops
- Frank Welker - Pássaro Bebê Ruhk, Pássaro Mãe Ruhk, Cabeça de Dragão Robô